# Mitsubishi Motors Football Club 1990-1991
Questa voce raccoglie le informazioni riguardanti il Mitsubishi Motors nelle competizioni ufficiali della stagione 1990-1991.

## Maglie e sponsor
Le divise della squadra, prodotte dalla Puma, divengono interamente rosse e vedono la ricomparsa degli inserti bianchi e blu ai bordi delle maglie. Al centro di esse compare inoltre la scritta Mitsubishi Motors assieme il simbolo aziendale, entrambi di colore bianco.
| Manica sinistra · Manica sinistra · Maglietta · Manica destra · Manica destra · Pantaloncini · Calzettoni |

## Organigramma societario
Area direttiva
- Presidente: Yasuo Shimizu[1]
- Vice presidente: Yoshisada Okano[1]
- Amministratore delegato: Takaji Mori

Area tecnica
- Allenatore: Kazuo Saitō
- Collaboratore tecnico: Hisao Suzuki
- Allenatore in seconda: Hiroshi Muramatsu

## Rosa
| N. |                     | Ruolo | Calciatore         |
| -- | ------------------- | ----- | ------------------ |
| 1  | Giappone (bandiera) | P     | Hiroyuki Takahashi |
| 2  | Giappone (bandiera) | D     | Makoto Taguchi     |
| 3  | Giappone (bandiera) | D     | Tadashi Sasaki     |
| 4  | Giappone (bandiera) | D     | Hisataka Ikuta     |
| 5  | Giappone (bandiera) | D     | Morihiko Yamaji    |
| 6  | Giappone (bandiera) | C     | Osamu Hirose       |
| 7  | Giappone (bandiera) | C     | Hiroyuki Tsujiya   |
| 8  | Giappone (bandiera) | C     | Atsushi Natori     |
| 9  | Giappone (bandiera) | A     | Hiromi Hara        |
| 10 | Giappone (bandiera) | A     | Masahiro Fukuda    |
| 11 | Giappone (bandiera) | A     | Yasushi Yoshida    |
| 12 | Giappone (bandiera) | A     | Satoru Watabe      |
| 13 | Giappone (bandiera) | D     | Mitsuhito Shimoda  |
| 14 | Giappone (bandiera) | D     | Yukishige Hagino   |
| 15 | Giappone (bandiera) | A     | Yasushi Matsumoto  |
| 16 | Giappone (bandiera) | A     | Akinori Mikami     |
| 17 | Giappone (bandiera) | A     | Norihiro Yasuda    |

| N. |                     | Ruolo | Calciatore          |
| -- | ------------------- | ----- | ------------------- |
| 18 | Giappone (bandiera) | A     | Tsuyoshi Kino       |
| 19 | Giappone (bandiera) | D     | Hajime Kamo         |
| 20 | Giappone (bandiera) | C     | Fujio Yamamoto      |
| 21 | Giappone (bandiera) | C     | Kei Hatakeyama      |
| 22 | Giappone (bandiera) | P     | Akihisa Sonobe      |
| 23 | Giappone (bandiera) | P     | Hisashi Tsuchida    |
| 24 | Giappone (bandiera) | C     | Eiji Satō           |
| 25 | Giappone (bandiera) | D     | Katsuyoshi Shintō   |
| 26 | Giappone (bandiera) | A     | Kazuo Ozaki         |
| 27 | Giappone (bandiera) | C     | Shinichiro Nakajima |
| 28 | Giappone (bandiera) | A     | Takeshi Mizuuchi    |
| 29 | Giappone (bandiera) | C     | Hirmoichi Sato      |
| 30 | Giappone (bandiera) | A     | Tsutomu Sato        |
| 31 | Giappone (bandiera) | D     | Tsuyoshi Sanbuichi  |
| 32 | Giappone (bandiera) | D     | Akio Mashiko        |
| 33 | Giappone (bandiera) | D     | Daisuke Kitano      |

## Calciomercato

### Sessione estiva
| Acquisti | Acquisti          | Acquisti        | Acquisti   |
| R.       | Nome              | da              | Modalità   |
| -------- | ----------------- | --------------- | ---------- |
| D        | Hajime Kamo       | Nihon Daigaku   | definitivo |
| D        | Katsuyoshi Shintō | Mazda           | definitivo |
| C        | Eiji Satō         | Mitsubishi Yowa | definitivo |
| C        | Fujio Yamamoto    | Tsukuba Daigaku | definitivo |
| C        | Kei Hatakeyama    | Tsukuba Daigaku | definitivo |
| A        | Tsuyoshi Kino     | Hosei Daigaku   | definitivo |
| A        | Kazuo Ozaki       | Düsseldorf      | definitivo |

| Cessioni | Cessioni           | Cessioni      | Cessioni |
| R.       | Nome               | a             | Modalità |
| -------- | ------------------ | ------------- | -------- |
| D        | Yoshimasa Miyazaki | fine carriera |          |
| D        | Yoichi Tachibana   | fine carriera |          |
| C        | Kitoshi Kitasato   | fine carriera |          |
| C        | Hiroshi Nagatomi   | fine carriera |          |
| A        | Zhao Dayu          | fine carriera |          |

### Sessione invernale
| Acquisti | Acquisti            | Acquisti               | Acquisti   |
| R.       | Nome                | da                     | Modalità   |
| -------- | ------------------- | ---------------------- | ---------- |
| D        | Akio Mashiko        | Utsunomiya Gakuen H.S. | definitivo |
| D        | Tsuyoshi Sanbuichi  | Waseda Daigaku         | definitivo |
| D        | Daisuke Kitano      | Londrina               | definitivo |
| C        | Shinichiro Nakajima | Waseda Daigaku         | definitivo |
| C        | Hiromichi Sato      | Narashino High School  | definitivo |
| A        | Takeshi Mizuuchi    | Asahi High School      | definitivo |
| A        | Tsutomu Sato        | Hosei Daigaku          | definitivo |

## Risultati

### Japan Soccer League

#### Girone di andata
| Hamamatsu 28 ottobre 1990 1ª giornata | Honda Motor | 1 – 1 | Mitsubishi Motors | Honda Soccer Stadium |

| Tokyo 4 novembre 1990 2ª giornata | Mitsubishi Motors | 1 – 0 | NKK | Nishigaoka Stadium |
| Hirose Marcatori                  |                   |       |     |                    |
|                                   |                   |       |     |                    |
| Hirose                            | Marcatori         |       |     |                    |

| Amagasaki 11 novembre 1990 3ª giornata | Mitsubishi Motors | 1 – 1 | Nissan Motors |  |

| Yokohama 17 novembre 1990 4ª giornata | Furukawa Electric | 1 – 0 | Mitsubishi Motors | Mitsuzawa Stadium |

| Tokyo 25 novembre 1990 5ª giornata | Mitsubishi Motors | 0 – 0 | Yamaha Motors | Nishigaoka Stadium |

| Tokyo 1º dicembre 1990 6ª giornata | Yomiuri | 1 – 0 | Mitsubishi Motors | National Stadium |

| Tokyo 20 gennaio 1991 7ª giornata | Mitsubishi Motors | 2 – 1 | Yanmar Diesel | Nishigaoka Stadium |

| Yokohama 26 gennaio 1991 8ª giornata | Toshiba | 1 – 0 | Mitsubishi Motors | Mitsuzawa Stadium |

| Kobe 3 febbraio 1991 9ª giornata | Matsushita Electric | 0 – 2       | Mitsubishi Motors |  |
| Marcatori Fukuda Hara            |                     |             |                   |  |
|                                  |                     |             |                   |  |
|                                  | Marcatori           | Fukuda Hara |                   |  |

| Tokyo 10 febbraio 1991 10ª giornata | Mitsubishi Motors | 1 – 1 | Toyota Motors | Nishigaoka Stadium |

| Oita 17 febbraio 1991 11ª giornata | Mitsubishi Motors | 1 – 2 | ANA |  |

#### Girone di ritorno
| Tokyo 24 febbraio 1991 12ª giornata | Mitsubishi Motors | 0 – 1 | Honda Motor | Nishigaoka Stadium |

| Hiratsuka 3 marzo 1991 13ª giornata | Nissan Motors | 2 – 1 | Mitsubishi Motors |  |

| Tokyo 10 marzo 1991 14ª giornata | Matsushita Electric | 0 – 0 | Mitsubishi Motors | Nishigaoka Stadium |

| Kawasaki 16 marzo 1991 15ª giornata | NKK | 1 – 0 | Mitsubishi Motors | Todoroki Stadium |

| Utsunomiya 24 marzo 1991 16ª giornata | Mitsubishi Motors | 0 – 5 | Furukawa Electric |  |

| Iwata 31 marzo 1991 17ª giornata | Yamaha Motors | 1 – 1 | Mitsubishi Motors |  |

| Tokyo 7 aprile 1991 18ª giornata | Mitsubishi Motors | 1 – 2 | Yomiuri |  |

| Yonago 14 aprile 1991 19ª giornata | Yanmar Diesel | 0 – 3                   | Mitsubishi Motors |  |
| Marcatori Matsumoto Fukuda Mikami  |               |                         |                   |  |
|                                    |               |                         |                   |  |
|                                    | Marcatori     | Matsumoto Fukuda Mikami |                   |  |

| Tokyo 21 aprile 1991 20ª giornata | Mitsubishi Motors | 2 – 1 | Toshiba | National Stadium |

| Toyota 27 aprile 1991 21ª giornata | Toyota Motors | 1 – 0 | Mitsubishi Motors |  |

| Tokyo 5 maggio 1991 22ª giornata | Mitsubishi Motors | 1 – 0 | ANA | Nishigaoka Stadium |
| Fukuda Marcatori                 |                   |       |     |                    |
|                                  |                   |       |     |                    |
| Fukuda                           | Marcatori         |       |     |                    |

### Coppa dell'Imperatore
| Fuji 15 dicembre 1990 Primo turno | Mitsubishi Motors | 5 – 0 | Aichi Gakuin Daigaku |  |

| Fuji 16 dicembre 1990 Secondo turno | Mitsubishi Motors | 3 – 5 (d.c.r.) (0 – 0) | Honda Motor |  |

### Japan Soccer League Cup
| Amagasaki 19 agosto 1990 Primo turno | Yanmar Diesel | 1 – 0 | Mitsubishi Motors |  |

## Statistiche

### Statistiche di squadra
| Competizione          | Punti | Totale | Totale | Totale | Totale | Totale | Totale | DR |
| Competizione          | Punti | G      | V      | N      | P      | Gf     | Gs     | DR |
| --------------------- | ----- | ------ | ------ | ------ | ------ | ------ | ------ | -- |
| JSL Division 1        | 24    | 22     | 6      | 6      | 10     | 18     | 23     | -5 |
| JSL Cup               | -     | 1      | 0      | 0      | 1      | 0      | 1      | -1 |
| Coppa dell'Imperatore | -     | 2      | 1      | 1      | 0      | 5      | 5      | 0  |
| Konica Cup            | -     | 6      | 4      | 0      | 2      | 6      | 4      | +2 |
| Totale                | -     | 31     | 10     | 6      | 13     | 24     | 28     | -4 |

### Statistiche dei giocatori
| Giocatore  | JSL Division 1 | JSL Division 1 |
| Giocatore  | Presenze       | Reti           |
| ---------- | -------------- | -------------- |
| Fukuda     | 18             | 7              |
| Hara       | 18             | 3              |
| Hatakeyama | 3              | -              |
| Hirose     | 18             | 1              |
| Matsumoto  | ?              | 4              |
| Mikami     | 5              | 1              |
| Mizuuchi   | 1              | -              |
| Natori     | 19             | -              |
| Ozaki      | 6              | 1              |
| E. Sato    | 13             | -              |
| Shinto     | 21             | 1              |
| Sonobe     | 20             | -              |
| Takahashi  | 1              | -              |
| Tsuchida   | 1              | -              |
| Yoshida    | 20             | 1              |